# Francis Carmont
Francis Sebastien Carmont, född 11 oktober 1981 i Paris, är en fransk MMA-utövare som tävlar i organisationen Bellator MMA. Carmont tävlade 2011–2014 i Ultimate Fighting Championship.